# 图尔沃兰迪亚
图尔沃兰迪亚是巴西米纳斯吉拉斯州的一个市镇。总面积221.284平方公里，总人口4737人，人口密度21.4人/平方公里。